# Trochosodon gordoni
Trochosodon gordoni är en mossdjursart som beskrevs av Bock och Cook 2004. Trochosodon gordoni ingår i släktet Trochosodon och familjen Biporidae.
Artens utbredningsområde är havet kring Nya Zeeland. Inga underarter finns listade i Catalogue of Life.